# Michiel Joseph Antoon Mulder
Michiel Joseph Antoon Mulder (Venlo, 8 april 1809 - aldaar, 1883) was onder andere burgemeester van de gemeente Venlo van 1871 tot in 1883.
Hij was de zoon van een rijke bierbrouwer en wijnhandelaar uit Venlo en had meerdere politieke functies. Zo was hij lid van de gemeenteraad van 1848 tot zijn dood in 1883 en wethouder van 1866 tot in 1871. Hij was tevens president van de Burgerlijke Godshuizen van 1840 tot in 1883. Hij was de laatste burgemeester van Venlo die voortkwam uit de gemeenteraad.
Tijdens zijn bewind werden de vestingwerken gesloopt. Er ontstond in de gemeenteraad een patstelling tussen de groep die meer stedelijke belastingen wilde en degenen die dat niet wilden, die hij niet wist te overbruggen. De noodzakelijke vernieuwingen zoals schoon drinkwater, betere hygiëne, scholing en meer woningbouw bleven hierdoor in Venlo uit. In 1873 brak de Europese landbouwcrisis uit (halvering prijzen granen), die in het agrarische Venlo grote invloed had en faillissementen veroorzaakte. De ten ondergang van de grootste bank van Venlo (gebroeders Wolters) leidde tot een verwoestend financieel spoor in de stad, zelfs de ziektekostenverzekeringen gingen verloren. Zijn echtgenote, die familie was van de gebroeders Wolters, raakte ook haar vermogen kwijt. 
Dit alles vormde voor de Minister van Binnenlandse Zaken aanleiding om zijn aftreden te eisen, dat werd uitgesteld totdat zijn ambtstermijn afliep. Hij overleed echter tussentijds.